# Йоганнес Сіккар
Йоганнес Сіккар (ісп. Johannes Sikkar; 15 жовтня 1897, Естляндська губернія, Російська імперія — 22 серпня 1960, Стокгольм, Швеція) — естонський політичний і державний діяч, прем'єр-міністр Естонії у вигнанні (січень 195 195 Естонії у вигнанні (1953—1960).

## Біографія
Брав участь добровольцем у Визвольній війні Естонії 1918—1920 років, служив офіцером на бронепоїзді.
За заслуги йому було надано господарство, яким він володів до 1944 року. 1936 року з відзнакою закінчив економічний факультет Тартуського університету.
З червня 1926 по грудень 1937 року обирався членом Рійгікогу Естонії.
У 1940—1944 роках брав участь у спротиві радянській та німецькій окупації. У вересні 1944 року втік до Швеції.
У квітні 1952 року був призначений виконувачем обов'язків прем'єр-міністра уряду Естонії у вигнанні та міністром внутрішніх справ.
Оскільки політична діяльність була заборонена для естонських емігрантів у Швеції, члени його уряду переїхали до Осло (Норвегія).
Помер у Стокгольмі.